# Schreinemakers Live
Schreinemakers Live war eine von Margarethe Schreinemakers moderierte Infotainment-Show. Sie wurde zwischen 1992 und 1996 wöchentlich über mehrere Stunden (meist zwischen 21 und 24 Uhr) im Programm des Privatsenders Sat.1 ausgestrahlt. 

## Geschichte
Schreinemakers Live befasste sich meist mit eher „bunten“ Themen. Häufig waren dazu Betroffene in die Sendung eingeladen und wurden von Schreinemakers interviewt.
Namhafte Gäste waren unter anderem Alain Delon, Keanu Reeves, Meryl Streep, Roger Moore, Hulk Hogan und Robbie Williams.
Während ihres Mutterschaftsurlaubs wurde sie vom 28. März bis zum 11. Juni 1996 von Jörg Wontorra vertreten.
Am 22. August 1996 blendete sich Sat.1 aus der Live-Sendung aus, nachdem Schreinemakers einen Bericht über eine sie betreffende Steueraffäre hatte senden wollen. Sie hatte dies, ebenso wie die Redaktion des Senders, zuvor angekündigt.
1997 wechselte die Moderatorin zu RTL und moderierte dort eine konzeptionell ähnliche Sendung unter dem Namen Schreinemakers TV. Nachdem die Quoten gesunken waren, wurde die Sendung zum Jahresende 1997 abgesetzt.
Die Sessel im Studio hatten verschiedene Farben, wobei Schreinemakers in aller Regel auf dem roten Sessel Platz nahm.
Redakteure der Sendung bei Sat.1 waren unter anderem Gerd Berger und Maggie Deckenbrock.

## Rezeption
Für die Moderation ihrer Show wurde Schreinemakers mit dem Bambi (1992), der Goldenen Kamera (1993) und dem Goldenen Kabel (1994) ausgezeichnet.
Der Moderatorin wurde wiederholt in den Medien vorgeworfen, durch die Sendung mit übertriebener Emotionalität zu führen. Der Publizistikprofessor Siegfried Weischenberg fasste die Kritik mit dem Begriff „Schreinemakerisierung“ zusammen, die er wie folgt definierte: „Schreinemakerisierung vermittelt keine Fakten, sondern das Gefühl, dass die Menschen – von einer glaubwürdigen Herrin der Gezeiten – über diese Welt auf dem Laufenden gehalten werden.“